# Mrs. Universo
La Señora más Bella del Universo (en inglés Mrs. Universo) es un título de belleza femenino, un concurso internacional realizado anualmente. 
Comenzó en Bulgaria y luego fueron varios los países anfitriones. Similar a los otros concursos de belleza, se organiza desde 2007. La actual Señora más Bella del Mundo es la Vietnamita  Luu Hoang Tram.

## Ganadoras
| Año  | País           | Mrs. Universo          | País anfitrión        |
| ---- | -------------- | ---------------------- | --------------------- |
| 2007 | Bulgaria       | Eleonara Mancheva      | Sofía, Bulgaria       |
| 2008 | Letonia        | Marika Gederte         | Sofía, Bulgaria       |
| 2009 | Lituania       | Viada Ragénaite        | Riga, Letonia         |
| 2010 | Finlandia      | Jennika Hanussari      | Vilnius, Lituania     |
| 2011 | Venezuela      | Maira Farias           | Kailaka, Bulgaria     |
| 2012 | Colombia       | Layla Martínez Díaz    | Rostov del Don, Rusia |
| 2013 | Malasia        | Carol Lee              | Palm Beach, Aruba     |
| 2014 | Estados Unidos | Sabrina Pinion         | Kuala Lumpur, Malasia |
| 2015 | Canadá         | Ashley Burnham         | Minsk, Bielorrusia    |
| 2016 | Austria        | Olga Torner            | Guangzhou, China      |
| 2017 | Vietnam        | Luu Hoang Tram         | Durban, South Africa  |
| 2018 | Mónaco         | Julia Gershun          | Cebú, Filipinas       |
| 2019 | Birmania       | Honey Cho              | Cantón, China         |
| 2020 | Kazajistán     | Zhuldyz Abdukarimova   | Concurso Virtual      |
| 2021 | Georgia        | Ana Siradze            | Seúl, Corea del Sur   |
| 2022 | Rusia          | Elena Maksimova        | Sofía, Bulgaria       |
| 2023 | Estados Unidos | Meranie Gadiana Rahman | Pasay, Filipinas      |